# Observatori espacial
Un observatori espacial o telescopi espacial és qualsevol instrument situat a l'espai exterior utilitzat per a l'observació de planetes distants, galàxies i altres objectes celestials. A diferència del satèl·lit espia i altres tipus de satèl·lits d'observació terrestre, els observatoris espacials estan enfocats cap a l'espai i no cap a la terra.
S'han llançat una quantitat important de telescopis espacials a òrbita des que el Cosmos 215, considerat el primer observatori espacial, fos llançat el 18 d'abril de 1968, proporcionant major informació i coneixement del cosmos.

## Característiques
L'observació de l'espai des de fora de fora de la Terra presenta grans avantatges com ara: 

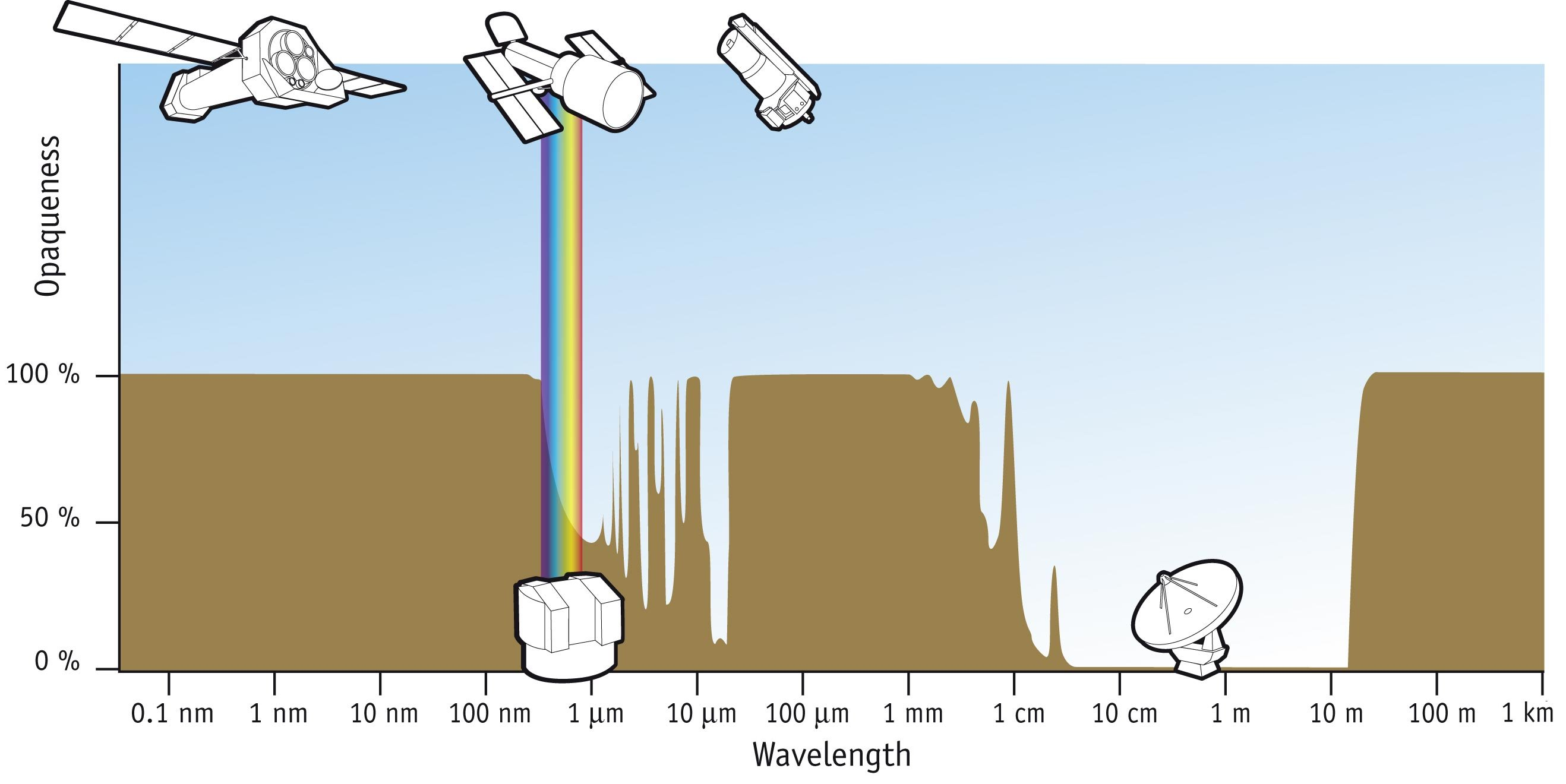
Observatoris espacials i la longitud d'ona absorbida per l'atmosfera en % (0-100)

- Un telescopi a l'espai no pateix la contaminació lumínica produïda per les ciutats properes. A més, no està afectat pel centelleig produït per les turbulències tèrmiques de l'aire.
- L'atmosfera terrestre afegeix una distorsió important en les imatges, coneguda com a aberració òptica. La capacitat de resolució dels telescopis en terra es redueix de forma important. La capacitat de rendiment d'un telescopi espacial s'acosta al màxim teòric pel fet de no estar influenciat per l'atmosfera terrestre. El problema de l'aberració òptica per als telescopis en terra s'ha resolt de forma parcial amb l'ús d'òptica adaptativa, com en el Very Large Telescope, però són complexos i no solucionen el problema completament.
- L'atmosfera, a més, absorbeix una porció important de l'espectre electromagnètic, per la qual cosa algunes observacions són pràcticament impossibles de realitzar des de terra. L'Astronomia de raigs-X no es realitza des de la Terra, sinó des de telescopis espacials com l'Observatori de raigs X Chandra o el XMM-Newton. Altres porcions de l'espectre electromagnètic, com les ones infraroges o les ultraviolades, també són filtrades per l'atmosfera.

Els telescopis espacials, però, també pateixen alguns desavantatges que no tenen els observatoris terrestres:
- El cost elevat, principalment en el llançament. Els costos per a utilitzar un coet de mida mitjana poden arribar als 250 milions de dòlars, i utilitzar el transbordador espacial duplica aquest preu.
- La impossibilitat de manteniment. Excepte el telescopi espacial Hubble, que ha rebut manteniment per part de missions del transbordador espacial, si un observatori espacial no funciona no pot ser reemplaçat.
- La vida útil curta. La majoria dels telescopis espacials han de ser refrigerats i quan els líquids de refrigeració s'acaben no es pot omplir el dipòsit amb líquid nou. No obstant això, els telescopis espacials no necessiten un manteniment periòdic, ja que no està afectat de les condicions de l'atmosfera.

Els observatoris espacials es poden dividir en dues classes generals: aquells la missió dels quals és inspeccionar tot el cel i els telescopis que només fan observacions de parts escollides del firmament. Molts dels observatoris espacials ja han completat les seves missions, mentre que altres estan en funcionament. Els satèl·lits i sondes espacials per a l'observació astronòmica han estat llançats per la NASA, l'ESA i la JAXA.

## Els Grans Observatoris de la NASA
La sèrie Grans Observatoris de la NASA són quatre telescopis espacials de gran potència. Cada telescopi ha tingut un cost similar i han servit per ampliar els coneixements en Astronomia. Les quatre missions han examinat una part de l'espectre electromagnètic a la qual estaven dissenyats.
- Telescopi espacial Hubble (en anglès,Hubble Space Telescopeo HST) conegut prèviament com a Space Telescope(ST). Observa principalment la zona de l'espectre visible i la zona de l'ultraviolat proper. Va ser llançat a l'espai el 24 d'abril de 1990 i es tracta d'un projecte conjunt entre la NASA i l'ESA. Una missió de servei del transbordador espacial de 1997 li va dotar de capacitat d'observar infraroig proper.
- Observatori de Raigs Gamma Compton (Compton Gamma Ray Observatoryo CGRO va) conegut prèviament com a Gamma Ray Observatory(GRO). Observava principalment raigs gamma, encara que també raigs X durs. Els seus giroscopis van començar a fallar per la qual cosa es va haver de triar entre deixar-lo sense control o destruir-lo. Es va escollir això últim i el 4 juny 2000 va caure sobre l'oceà Pacífic.
- Observatori de raigs X Chandra (Chandra X-ray Observatoryo CXO) conegut prèviament com a Advanced X-ray Astronomical Facility(AXAF). Observa principalment raigs X tous. S'ha utilitzat per a l'estudi de galàxies llunyanes i segueix en funcionament.
- Telescopi espacial Spitzer (Spitzer Space Telescopeo SST) conegut prèviament com a Space Infrared Telescope Facility(SIRTF). Observa l'espectre infraroig. És l'últim i va ser llançat el 24 d'agost de 2003.

## Altres observatoris espacials

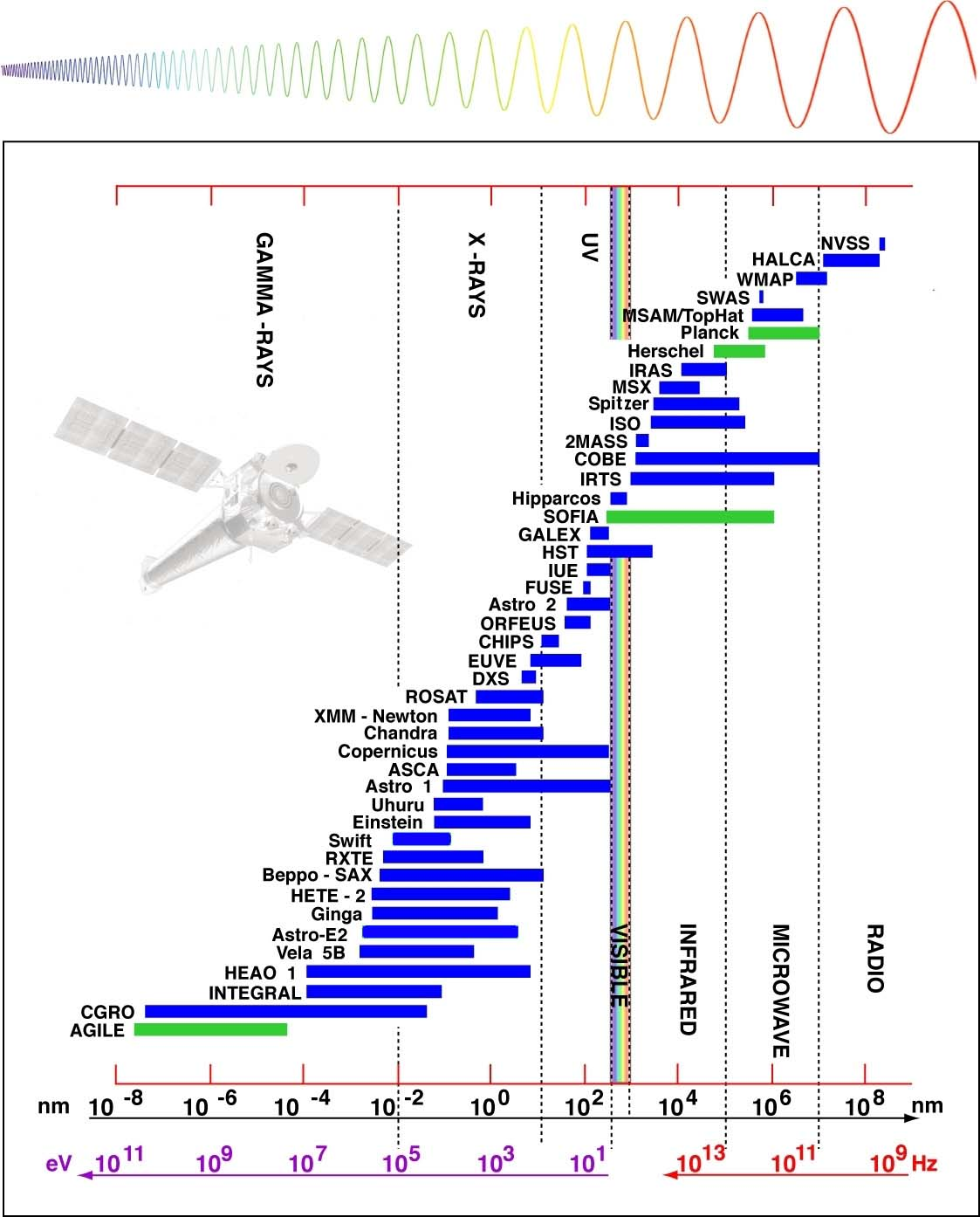
Classificació d'observatoris espacials per zona de l'espectre electromagnètic.

- IRAS, que va realitzar el primer rastreig complet en infrarojos del cel, a més de descobrir discs de pols i gas en moltes estrelles properes com Fomalhaut, Beta Pictoris i  Vega. Va deixar de funcionar el 1983 i es va destruir al reentrar a l'atmosfera.
- Astron, un telescopi d'ultraviolats de l'extinta URSS. Va funcionar des de 1983 a 1989.
- Granat, un telescopi de raigs X i raigs gamma soviètic. Va funcionar des de 1983 a 1998.
- Observatori Espacial Infraroig o ISO, una missió de l'Agència Espacial Europea, després del IRAS i va dur a terme observacions en longituds d'ona d'infrarojos.
- COROT, una missió de l'Agència Espacial Francesa i l'ESA que es va llançar el desembre de 2006. Es tracta de la primera missió per buscar planetes rocosos al voltant d'altres estrelles.
- International Ultraviolet Explorer o IUE, un observatori de la NASA, ESA i el Regne Unit que es va llançar el 1978 amb una vida útil planejada de tres anys, tot i funcionar fins a 1996.
- SOHO, un observatori solar que segueix funcionant i s'utilitza per a l'estudi de la corona solar i les zones magnètiques.
- SCISAT-1, un satèl·lit canadenc que observa la part superior de l'atmosfera terrestre amb un espectròmetre d'infrarojos.
- Uhuru, el primer observatori espacial de raigs X. Es va llançar el 12 de desembre de 1970, funcionant fins a 1973.
- HEAO-1 i HEAO-2, observatoris de raigs X de 1977 i 1978 respectivament.
- Hipparcos, un satèl·lit per mesurar la paral·laxi estel·lar.
- MOST, el primer i únic telescopi espacial de l'Agència Espacial Canadenca, llançat el 2003, es tracta del telescopi espacial més petit del món de 63 cm d'alt i 53 kg de pes. S'espera que funcioni almenys cinc anys.
- ASTRO-F, construït per l'Agència Japonesa d'Exploració Aeroespacial, amb col·laboració de coreans i europeus, es va llançar el febrer de 2006 i realitzarà un mapa de profunditat del cel en infraroig mitjà i llunyà.
- Swift, un observatori dedicat a l'estudi de les explosions de raigs gamma o GRB que es va llançar el 2004.
- INTEGRAL, un observatori de l'ESA llançat el 17 d'octubre de 2002 per la detecció de la radiació energètica que prové de l'espai. Es tracta de l'observatori de raigs gamma més sensible fins ara llançat.
- WMAP oWilkinson Microwave Anisotropy Probe, és una missió de la NASA per a registrar la temperatura que hi ha a la radiació de fons de microones. Es va llançar el 30 de juny de 2001.

## Observatoris espacials projectats
- L'Observatori Espacial Herschel serà llançat per l'ESA el 2009 per a l'estudi de l'infraroig llunyà i longituds d'ones submilimètriques.
- El Telescopi espacial James Webb que substituirà la telescopi espacial Hubble i el llançament està planejat per a juny de 2013.
- El Telescopi ATLAS, un telescopi en estudi per part de la NASA.
- Space Interferometry Mission